# ノド・ユア・ヘッド
「ノド・ユア・ヘッド」（英語: Nod Your Head）は、2007年にポール・マッカートニーが発表した楽曲、及び同曲を収録したシングル。iTunes Storeにてミュージックビデオと合わせてダウンロード配信が行われた。配信開始当初は無料での配信であった（後に有料化）。

## 概要
元々アルバム『追憶の彼方に〜メモリー・オールモスト・フル』を「ジ・エンド・オブ・ジ・エンド」で締めるつもりだったポールだが、歌詞がエンディングにするにはあまりにも悲し過ぎると考え、その後にこの（ポール曰く「"足踏みするような"」）ロックを配置した。
コンサートでも披露され、「首をふれ」というタイトルの通りに観客も首を縦に振るのがお決まりとなっていた。
デジタル・シングル「ダンス・トゥナイト」のB面には、この曲のリミックス・バージョン“Sly David Short Mix”が収録された。